# Estació del Nord Sportcsarnok
Az Estació del Nord Sportcsarnok egy sportlétesítmény Barcelona északi részén. Az épület korábban vasúti pályaudvarként szolgált, ám az 1992. évi nyári olimpiai játékok miatt átépítették és itt rendezték meg az asztalitenisz versenyeket.
Az Estació del Nord Sportcsarnok manapság több célt szolgál: részben sportcsarnokként funkcionál, ahol különböző sporteseményeket, illetve koncerteket rendeznek, ugyanakkor mint buszpályaudvar és egyéb célú használata is ismeretes.

## Története
Az Estación del Norte-t 1856. május 21-én adták át Andres Puigdoller építész tervei alapján, és 1972-ig megszakítás nélkül vasútállomásként működött.
Az évekig tartó elhanyagoltság után 1991-ben Enric Tous építész vezetésével megkezdődtek az átalakítási munkálatok, amelynek célja két különböző terület létrehozása volt: egyrészt egy regionális buszpályaudvar, másrészt egy multisportlétesítmény, az Estació del Nord Sportcsarnok.
Ez a sportközpont adott otthont az 1992-es XXV. olimpiai játékok asztalitenisz-versenyeinek. Ebből a célból a központi csarnokban mobil lelátókat állítottak fel a verseny nyolc teniszasztala köré, amelyek befogadóképessége 5500 néző számára volt elegendő, akiket a különböző előfutamok során az asztalok kiesésével egyre közelebb hoztak egymáshoz.

## Képek

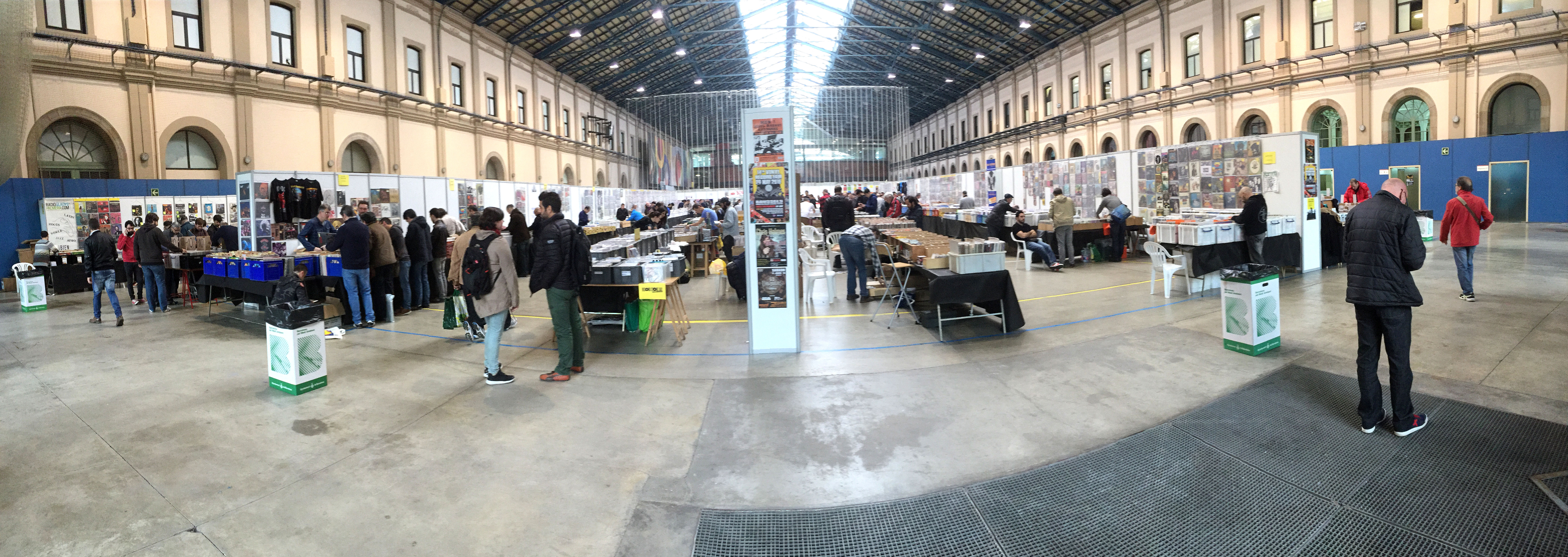
Az egykori pályaudvar belülről
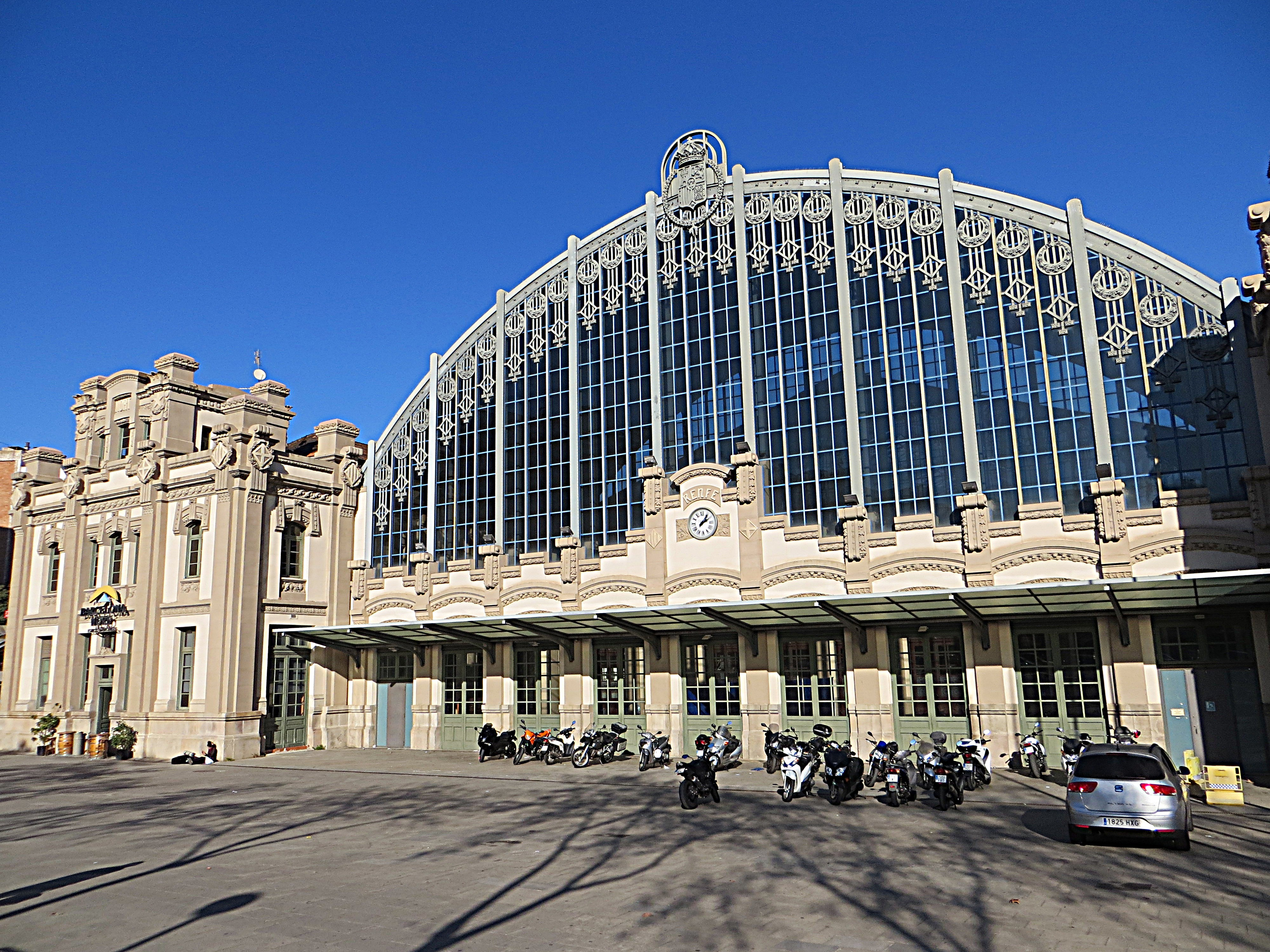
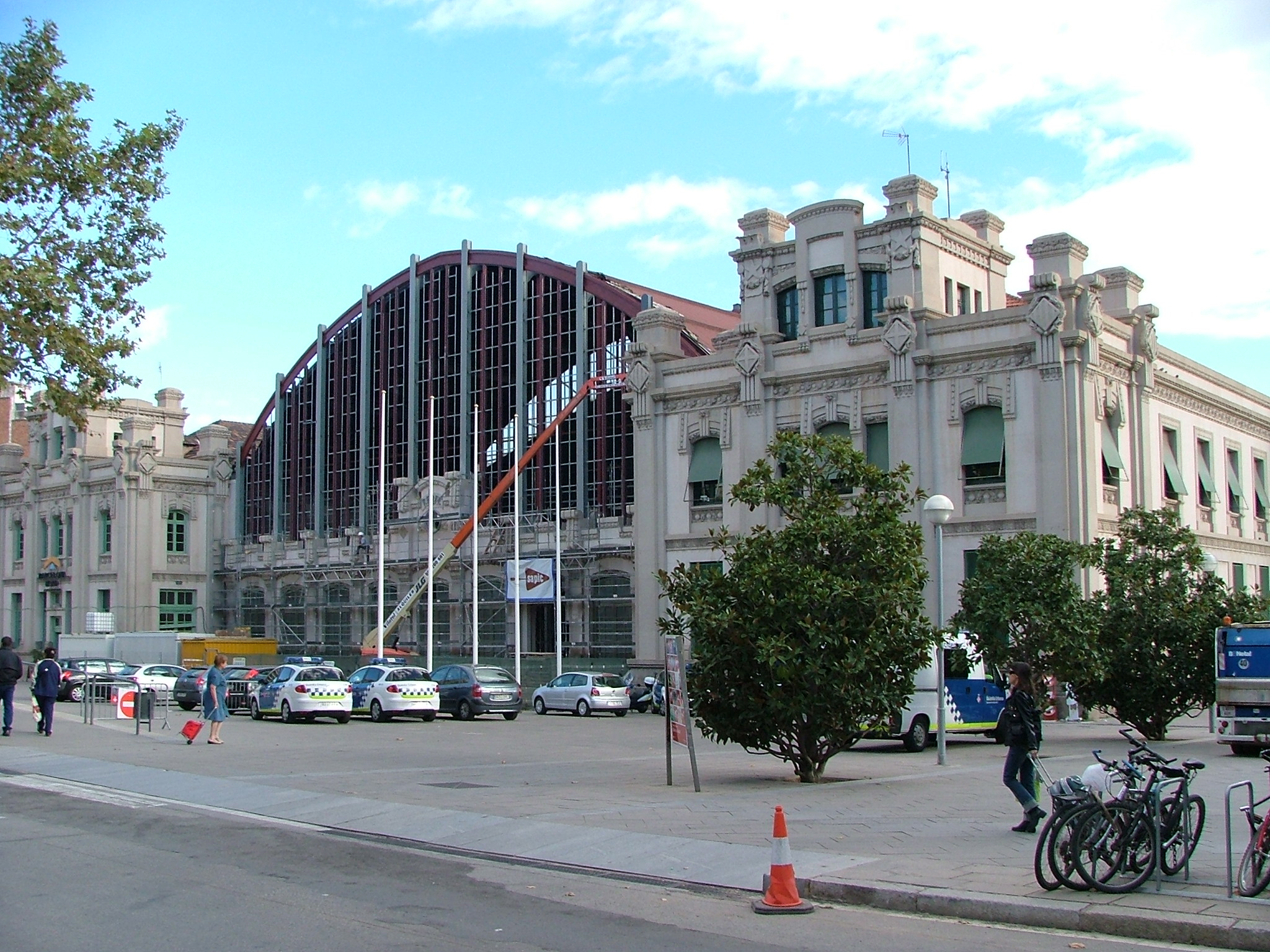
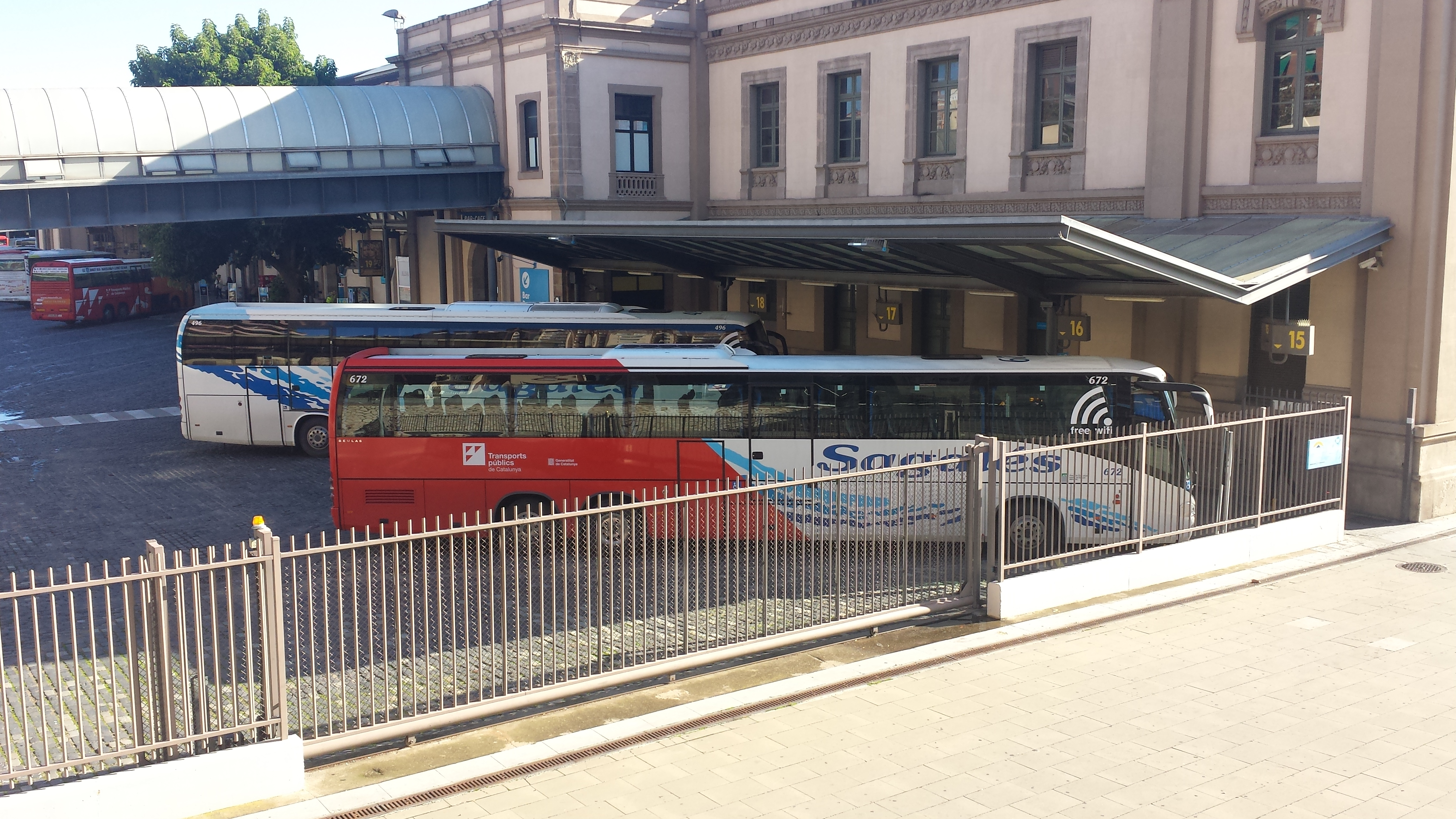
A buszállomás
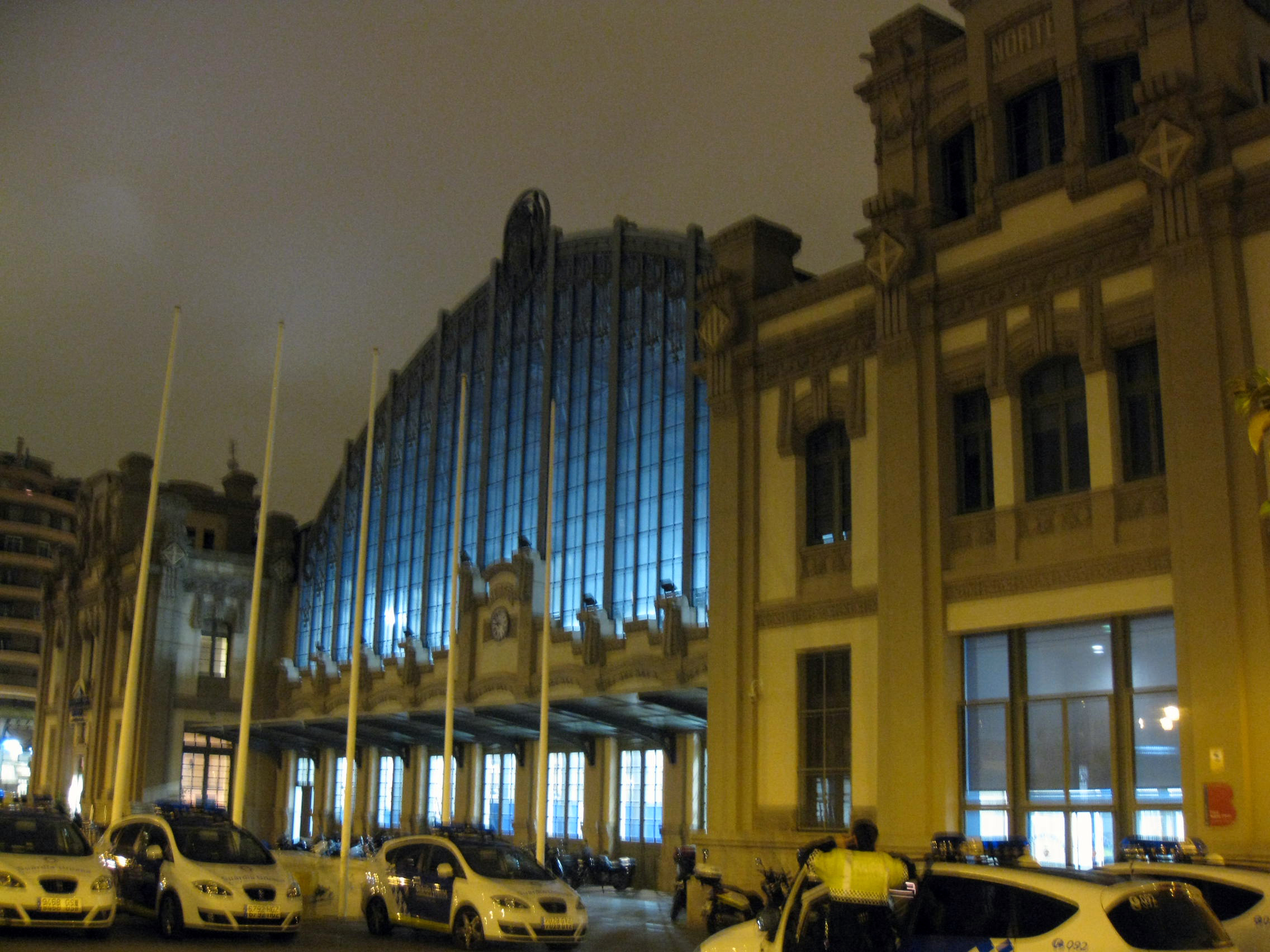
Éjszakai látkép
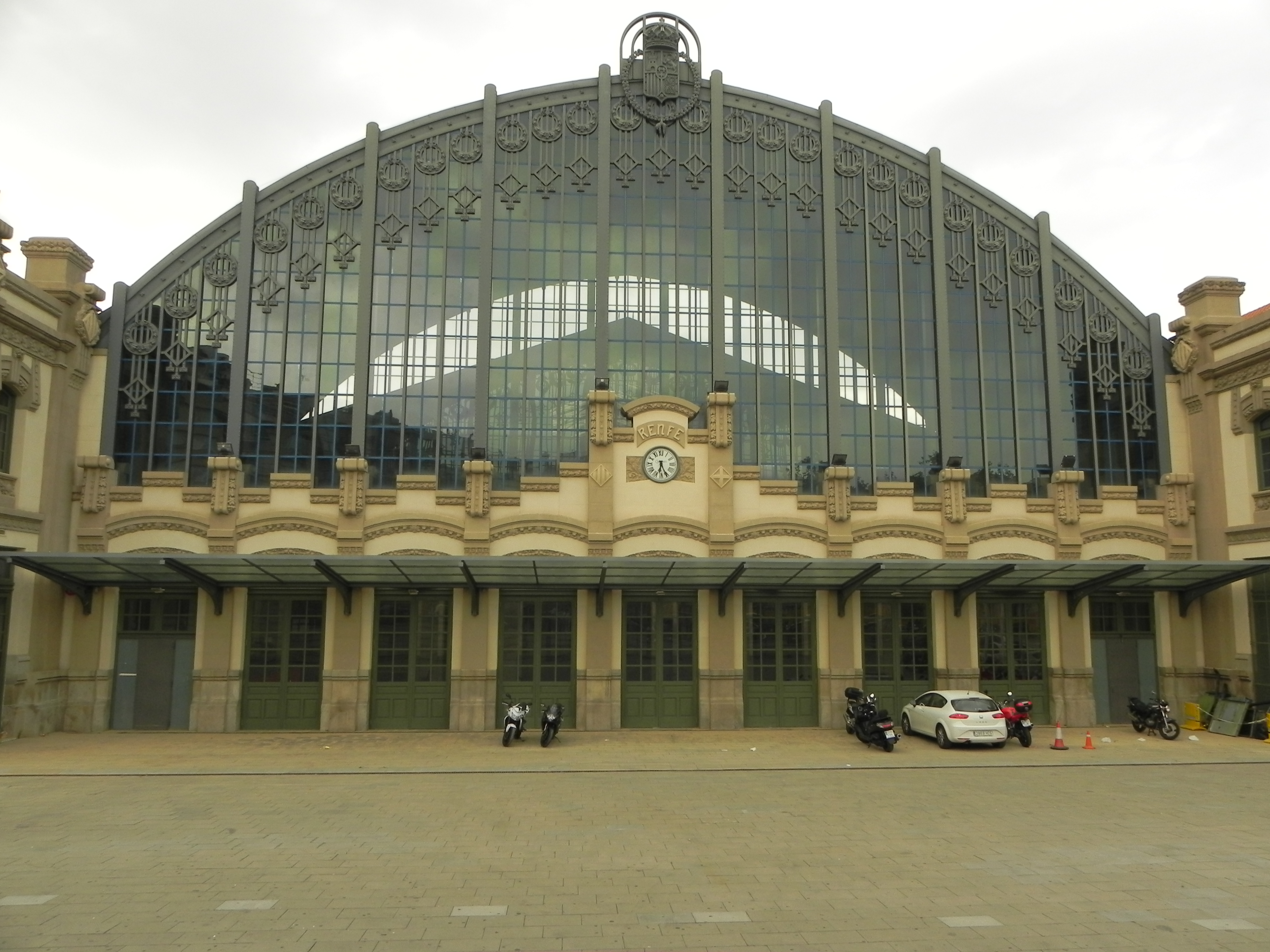
A homlokzat üvegfala

## Fordítás
- Ez a szócikk részben vagy egészben  az   Estació del Nord Sports Hall című angol Wikipédia-szócikk ezen változatának fordításán alapul.  Az eredeti cikk szerkesztőit annak laptörténete sorolja fel. Ez a jelzés csupán a megfogalmazás eredetét és a szerzői jogokat jelzi, nem szolgál a cikkben szereplő információk forrásmegjelöléseként.